# ATT&CK
ATT&CK（Adversarial Tactics, Techniques, and Common Knowledge，入侵者戰術、技術和共有知識庫）或MITRE ATT&CK，是以駭客的視角，針對網路攻擊入侵進行分類和說明的指南，由非營利組織MITRE所創建，在2013年提出。會以表格的方式呈現，稱為ATT&CK Matrix。
此框架將網路攻擊分為十四個戰術階段，像是特權提昇（privilege escalation）及指揮控制（command and control），這也是入侵方在各階段的技術目的。戰術階段會往下列入為個別的技術和子技術。例如特權提昇的對應技術有13種，包括濫用高級控制機制、訪問令牌操作等。
此框架可以替代洛克希德·馬丁提出的網路殺傷鏈（cyber kill chain）。

## 外部連結
- MITRE ATT&CK （页面存档备份，存于）
- 用MITRE ATT&CK框架識別攻擊鏈，讓入侵手法描述有一致標準 （页面存档备份，存于）